# Paolo Carnera
Paolo Carnera (Venezia, 2 aprile 1957) è un direttore della fotografia italiano.
Nel corso della sua carriera ha diretto e curato la fotografia di film e serie televisive, ottenendo numerose candidature e premi, tra cui un David di Donatello per il miglior direttore della fotografia per Io capitano, due Nastri d'argento e un Globo d'oro.

## Biografia
Si è diplomato a fine anni '70 al Liceo classico R. Frachetti di Mestre (VE). Frequenta nel biennio 1980-82 il Centro Sperimentale, dove è allievo di Carlo Di Palma e compagno di corsi di Francesca Archibugi, per la quale cura la fotografia di alcuni cortometraggi (Riflesso condizionato, 1982, La guerra appena finita, 1985, Il vestito più bello, 1986) e in seguito del suo secondo e terzo lungometraggio, Verso sera (1990) e Il grande cocomero (1993).
Nel corso degli anni novanta lavora a molte opere prime e seconde a basso costo, tra cui gli esordi di ex compagni di studi al Centro Sperimentale, mettendo alla prova la propria creatività nel ricercare soluzioni economiche ed efficaci. Collabora in particolare con il livornese Paolo Virzì per i suoi primi due film, La bella vita (1994) e Ferie d'agosto (1996).
Carnera ha collaborato con il regista Salvatore Samperi al suo ultimo lungometraggio prodotto per il cinema, Malizia 2mila, ultima apparizione cinematografica dell'attrice Laura Antonelli, uscito nel 1991.
Pizzicata (1996), esordio alla regia di Edoardo Winspeare, segna l'inizio del sodalizio professionale di Carnera con l'autore salentino, per il quale fotografa i successivi Sangue vivo (2000), Il miracolo (2003), Galantuomini (2008) e Sotto il Celio Azzurro (2009).
Nei primi anni duemila collabora con Sergio Rubini per Tutto l'amore che c'è (2000), L'anima gemella (2002) e soprattutto L'amore ritorna (2004), che gli vale l'Esposimetro d'oro alla miglior fotografia italiana.
Tra i suoi lavori televisivi, spicca Romanzo criminale - La serie (2008-2010), diretto da Stefano Sollima, per il quale cura le immagini anche del suo esordio cinematografico, ACAB - All Cops Are Bastards (2012) per il quale ha ricevuto la nomination ai David di Donatello.

## Filmografia

### Cinema
- Angelus novus, regia di Pasquale Misuraca (1987)
- Verso sera, regia di Francesca Archibugi (1990)
- Malizia 2000, regia di Salvatore Samperi (1991)
- Lettera da Parigi, regia di Ugo Fabrizio Giordani (1992)
- Il grande cocomero, regia di Francesca Archibugi (1993)
- Quando finiranno le zanzare, regia di Giorgio Pandolfi (1994)
- La bella vita, regia di Paolo Virzì (1994)
- Ferie d'agosto, regia di Paolo Virzì (1996)
- Pizzicata, regia di Edoardo Winspeare (1996)
- Le mani forti, regia di Franco Bernini (1997)
- Oltre la giustizia, regia di Juan Josè Jusid (1997)
- Il guerriero Camillo, regia di Claudio Bigagli (1999)
- Tutto l'amore che c'è, regia di Sergio Rubini (2000)
- Sangue vivo, regia di Edoardo Winspeare (2000)
- Al momento giusto. regia di Giorgio Panariello e Gaia Gorrini (2000)
- Un delitto impossibile, regia di Antonello Grimaldi (2000)
- Amarsi può darsi, regia di Alberto Taraglio (2001)
- Giravolte, regia di Carola Spadoni (2001)
- L'anima gemella, regia di Sergio Rubini (2002)
- Dillo con parole mie, regia di Daniele Luchetti (2002)
- Ribelli per caso, regia di Vincenzo Terracciano (2003)
- Il miracolo, regia di Edoardo Winspeare (2003)
- L'amore ritorna, regia di Sergio Rubini (2004)
- Certi bambini, regia di Andrea Frazzi e Antonio Frazzi (2004)
- Galantuomini, regia di Edoardo Winspeare (2008)
- Sotto il Celio Azzurro, regia di Edoardo Winspeare (2009)
- Christine Cristina, regia di Stefania Sandrelli (2009)
- La straniera, regia di Marco Turco (2009)
- Benvenuti al Sud, regia di Luca Miniero (2010)
- Il giorno in più, regia di Massimo Venier (2011)
- ACAB - All Cops Are Bastards, regia di Stefano Sollima (2012)
- Benvenuti al Nord, regia di Luca Minero (2012)
- Suburra, regia di Stefano Sollima (2015)
- La terra dell'abbastanza, regia di Damiano e Fabio D'Innocenzo (2018)
- Favolacce, regia di Damiano e Fabio D'Innocenzo (2020)
- La tigre bianca (The White Tiger), regia di Ramin Bahrani (2021)
- America Latina, regia di Damiano e Fabio D'Innocenzo (2021)
- Leonora addio, regia di Paolo Taviani (2022)
- Nostalgia, regia di Mario Martone (2022)
- Io capitano, regia di Matteo Garrone (2023)
- Adagio, regia di Stefano Sollima (2023)
- La città proibita, regia di Gabriele Mainetti (2025)
- Fuori, regia di Mario Martone (2025)

### Televisione
- Solo x te, regia di Maria Carmela Cicinnati e Peter Exacoustos (1998)
- Il racconto del leone, regia di Francesca Marciano (1998)
- Ombre, regia di Cinzia TH Torrini (1999)
- L'altra donna, regia di Anna Negri (2002)
- Gli insoliti ignoti, regia di Antonello Grimaldi (2003)
- Ho sposato un calciatore, regia di Stefano Sollima (2005)
- La moglie cinese, regia di Antonello Grimaldi (2006)
- Romanzo criminale - La serie, regia di Stefano Sollima (2008-2010)
- Il commissario De Luca, regia di Antonio Frazzi (2008)
- Artemisia Sanchez, regia di Ambrogio Lo Giudice (2008)
- Tutta la verità, regia di Cinzia TH Torrini (2009)
- Gomorra - La serie – serie TV (2014-2016)
- ZeroZeroZero – serie TV (2020)
- Sabato, domenica e lunedì, regia di Edoardo De Angelis – film TV (2021)

## Riconoscimenti
- David di Donatello
  - 2012 – Candidatura alla migliore direttore della fotografia per ACAB - All Cops Are Bastards
  - 2016 – Candidatura alla migliore direttore della fotografia per Suburra
  - 2019 – Candidatura alla migliore direttore della fotografia per La terra dell'abbastanza
  - 2021 – Candidatura alla migliore direttore della fotografia per Favolacce
  - 2022 – Candidatura alla migliore direttore della fotografia per America Latina
  - 2023 – Candidatura alla migliore direttore della fotografia per Nostalgia
  - 2024 – Migliore direttore della fotografia per Io capitano
- Camerimage
  - 2015 – Candidatura alla migliore puntata pilota per Gomorra - La serie
- Ciak d'oro
  - 2004 – Candidatura alla migliore fotografia per L'amore ritorna
  - 2009 – Candidatura alla migliore fotografia per Galantuomini
  - 2019 – Candidatura alla migliore fotografia per La terra dell'abbastanza
- Nastro d'argento
  - 2012 – Candidatura alla migliore fotografia per ACAB - All Cops Are Bastards
  - 2020 – Migliore fotografia per Favolacce
  - 2024 – Migliore fotografia per Adagio
- Globo d'oro
  - 2024 – Miglior fotografia per Adagio
- Premio Gianni Di Venanzo 2004: Esposimetro d'oro alla miglior fotografia italiana - L'amore ritorna
- Targa Nestor Almendros  2004
- Le Giornate della Luce
  - 2016 – Il Quarzo di Spilimbergo - Light Award per Suburra